# Amphoe Ban Mi
Amphoe Ban Mi (Thai: อำเภอ บ้านหมี่) ist ein Landkreis (Amphoe – Verwaltungs-Distrikt) im Westen der Provinz Lop Buri. Die Provinz Lop Buri liegt in der Zentralregion von Thailand.

## Geographie
Die Haupt-Wasserressource von Ban Mi ist der Maenam Bang Kham (Bang-Kham-Fluss) und der Khlong Anusasanan (Anusasanan-Kanal).
Benachbarte Amphoe sind vom Nordosten her gesehen: die Amphoe Nong Muang, Khok Samrong, Mueang Lop Buri und Tha Wung der Provinz Lop Buri, Amphoe In Buri der Provinz Sing Buri und Amphoe Takhli der Provinz Nakhon Sawan.

## Geschichte
Der Landkreis wurde 1883 zunächst mit dem Namen Sanam Chaeng gegründet. Als die Verwaltung nach Ban Huay Kaew verlegt wurde, wurde der Kreis gleichzeitig in Huay Kaew umbenannt. Im Jahr 1898 wurde die Nördliche Eisenbahn-Linie der State Railway of Thailand durch den Landkreis gebaut, daher wurde die Verwaltung nach Ban Sao (บ้านเซ่า) verlegt und der Name des Kreises erneut in Sanam Chaeng umbenannt.
1914 folgte eine Umbenennung in Ban Sao, dem Namen des Tambon, in dem die Verwaltung lag.
1940 erhielt Ban Mi schließlich seinen heutigen Namen.

## Etymologie
Ban Mi ist der Name einer alten Siedlung vom Volksstamm der Phuan, die um 1870 aus Laos hierher nach Siam auswanderten. Sie nannten ihr neues Dorf nach der Art und Weise, wie sie Baumwolle und auch Seide webten: Mat Mi (มัดหมี่) in Thai. Noch heute gibt es zahlreiche Betriebe, die über OTOP (One Tambon One Product) ihre preisgekrönten Produkte verkaufen.

## Sehenswürdigkeiten
- Wat Khao Wongkhot (Thai: วัดเขาวงกต) – buddhistische Tempelanlage (Wat) am Fuße des Sanam-Daeng-Bergs. Im Berg befindet sich eine große Höhle, in der Fledermäuse tagsüber schlafen. Gegen 18:00 Uhr verlassen die Fledermäuse in einem spektakulären Schwarm die Höhle um auf Futtersuche zu gehen. Es dauert bis zu zwei Stunden, bis alle die Höhle verlassen haben. Der Tempel generiert ein kleines Einkommen, indem Fledermaus-Kot verkauft wird.

## Verwaltung

### Provinzverwaltung
Der Landkreis Ban Mi ist in 22 Tambon („Unterbezirke“ oder „Gemeinden“) eingeteilt, die sich weiter in 157 Muban („Dörfer“) unterteilen.
| Nr.  | Name          | Thai        | Muban | Einw. |
| ---- | ------------- | ----------- | ----- | ----- |
| 01.  | Phai Yai      | ไผ่ใหญ่       | 06    | 2.598 |
| 02.  | Ban Sai       | บ้านทราย     | 06    | 3.408 |
| 03.  | Ban Kluai     | บ้านกล้วย     | 05    | 2.566 |
| 04.  | Dong Phlap    | ดงพลับ       | 05    | 1.754 |
| 05.  | Ban Chi       | บ้านชี        | 12    | 5.452 |
| 06.  | Phu Kha       | พุคา         | 04    | 2.392 |
| 07.  | Hin Pak       | หินปัก        | 10    | 3.423 |
| 08.  | Bang Phueng   | บางพึ่ง       | 09    | 5.082 |
| 09.  | Nong Sai Khao | หนองทรายขาว | 07    | 2.974 |
| 010. | Bang Kaphi    | บางกะพี้      | 07    | 1.874 |
| 011. | Nong Tao      | หนองเต่า     | 08    | 4.200 |
| 012. | Phon Thong    | โพนทอง      | 07    | 4.904 |
| 013. | Bang Kham     | บางขาม      | 07    | 2.724 |
| 014. | Don Dueng     | ดอนดึง       | 08    | 4.314 |
| 015. | Chon Muang    | ชอนม่วง      | 06    | 3.048 |
| 016. | Nong Krabian  | หนองกระเบียน | 09    | 3.328 |
| 017. | Sai Huai Kaeo | สายห้วยแก้ว   | 07    | 3.092 |
| 018. | Maha Son      | มหาสอน      | 08    | 3.392 |
| 019. | Ban Mi        | บ้านหมี่       | 0-    | 3.561 |
| 020. | Chiang Nga    | เชียงงา      | 10    | 3.217 |
| 021. | Nong Mueang   | หนองเมือง    | 07    | 4.203 |
| 022. | Sanam Chaeng  | สนามแจง     | 09    | 5.902 |

### Lokalverwaltung
Es gibt eine Kommune mit „Stadt“-Status (Thesaban Mueang) im Landkreis:
- Ban Mi (Thai: เทศบาลเมืองบ้านหมี่) bestehend aus dem kompletten Tambon Ban Mi.

Außerdem gibt es 20 „Tambon-Verwaltungsorganisationen“ (องค์การบริหารส่วนตำบล – Tambon Administrative Organizations, TAO)
- Phai Yai (Thai: องค์การบริหารส่วนตำบลไผ่ใหญ่) bestehend aus dem kompletten Tambon Phai Yai.
- Ban Sai (Thai: องค์การบริหารส่วนตำบลบ้านทราย) bestehend aus dem kompletten Tambon Ban Sai.
- Ban Kluai (Thai: องค์การบริหารส่วนตำบลบ้านกล้วย) bestehend aus dem kompletten Tambon Ban Kluai.
- Ban Chi (Thai: องค์การบริหารส่วนตำบลบ้านชี) bestehend aus dem kompletten Tambon Ban Chi.
- Phu Kha (Thai: องค์การบริหารส่วนตำบลพุคา) bestehend aus dem kompletten Tambon Phu Kha.
- Hin Pak (Thai: องค์การบริหารส่วนตำบลหินปัก) bestehend aus dem kompletten Tambon Hin Pak.
- Bang Phueng (Thai: องค์การบริหารส่วนตำบลบางพึ่ง) bestehend aus dem kompletten Tambon Bang Phueng.
- Nong Sai Khao (Thai: องค์การบริหารส่วนตำบลหนองทรายขาว) bestehend aus dem kompletten Tambon Nong Sai Khao.
- Bang Kaphi (Thai: องค์การบริหารส่วนตำบลบางกะพี้) bestehend aus den kompletten Tambon Bang Kaphi, Dong Phlap.
- Nong Tao (Thai: องค์การบริหารส่วนตำบลหนองเต่า) bestehend aus dem kompletten Tambon Nong Tao.
- Phon Thong (Thai: องค์การบริหารส่วนตำบลโพนทอง) bestehend aus dem kompletten Tambon Phon Thong.
- Bang Kham (Thai: องค์การบริหารส่วนตำบลบางขาม) bestehend aus dem kompletten Tambon Bang Kham.
- Don Dueng (Thai: องค์การบริหารส่วนตำบลดอนดึง) bestehend aus dem kompletten Tambon Don Dueng.
- Chon Muang (Thai: องค์การบริหารส่วนตำบลชอนม่วง) bestehend aus dem kompletten Tambon Chon Muang.
- Nong Krabian (Thai: องค์การบริหารส่วนตำบลหนองกระเบียน) bestehend aus dem kompletten Tambon Nong Krabian.
- Sai Huai Kaeo (Thai: องค์การบริหารส่วนตำบลสายห้วยแก้ว) bestehend aus dem kompletten Tambon Sai Huai Kaeo.
- Maha Son (Thai: องค์การบริหารส่วนตำบลมหาสอน) bestehend aus dem kompletten Tambon Maha Son.
- Chiang Nga (Thai: องค์การบริหารส่วนตำบลเชียงงา) bestehend aus dem kompletten Tambon Chiang Nga.
- Nong Mueang (Thai: องค์การบริหารส่วนตำบลหนองเมือง) bestehend aus dem kompletten Tambon Nong Mueang.
- Sanam Chaeng (Thai: องค์การบริหารส่วนตำบลสนามแจง) bestehend aus dem kompletten Tambon Sanam Chaeng.